# Śmierć prezydenta
Śmierć prezydenta (lett.La morte del presidente) è un film del 1977 diretto da Jerzy Kawalerowicz.